# Declaración de Independencia de Lituania de 1990

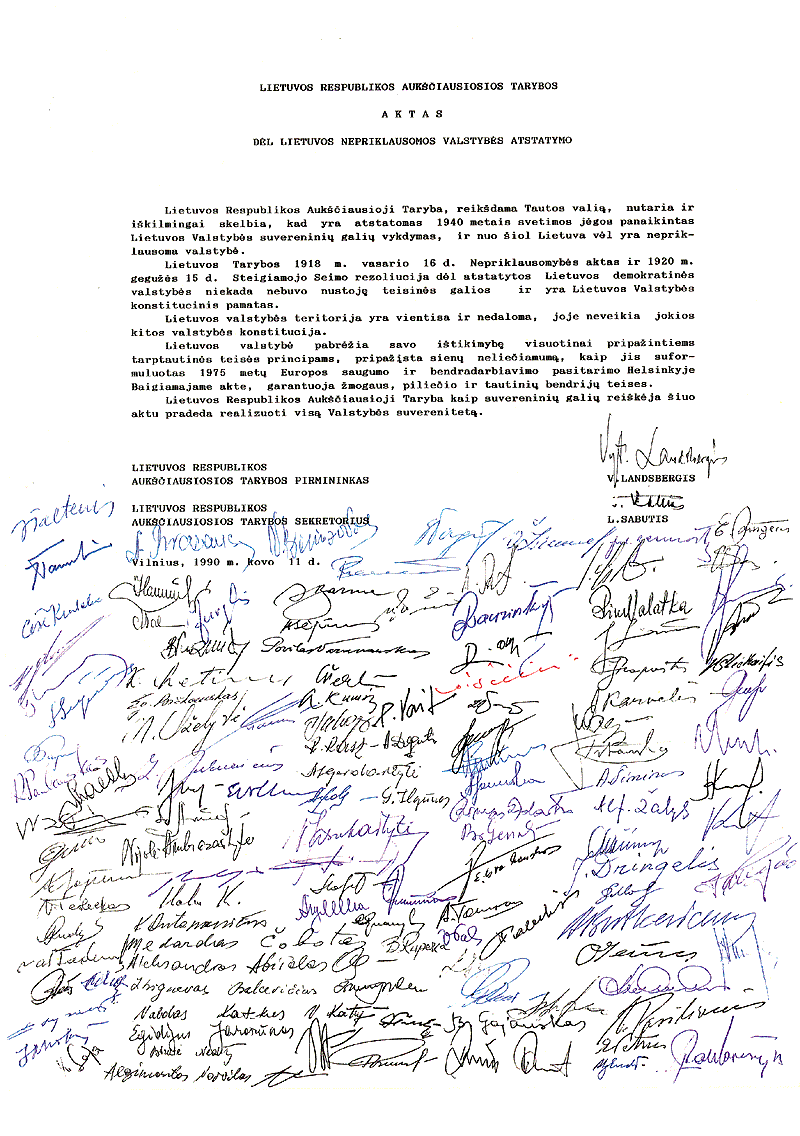
Acta de la declaración firmada por todos los delegados

El Acta del Restablecimiento del Estado de Lituania o Acta del 11 de Marzo (en lituano: Aktas dėl Lietuvos nepriklausomos valstybės atstatymo) fue la declaración de independencia de Lituania declarada el 11 de marzo de 1990 tras ser firmada por todos los miembros del Consejo Supremo de la República gobernada por el partido Sąjūdis. El decreto puso énfasis en la restauración y la continuidad legítima de la Lituania de entreguerras, la cual fue ocupada por la Unión Soviética en junio de 1940.
Tras la aprobación de la ley, fue el primer estado en declarar su independencia tras la disolución de la Unión Soviética.

## Trasfondo

### Pérdida de la soberanía
Tras la partición de la República de las Dos Naciones en el siglo XVIII, Lituania pasó a formar parte del Imperio Ruso. Posteriormente, como consecuencia de la Revolución Rusa de 1917, el Consejo presidido por Jonas Basanavičius proclamó el 16 de febrero de 1918 la independencia. El (entonces) recién establecido país disfrutó de su plena soberanía durante dos décadas hasta que en 1939 la Unión Soviética y el III Reich firmaron el Pacto Molotov-Ribbentrop por el que ambos regímenes se repartirían Europa Oriental en esferas de influencia, incluidas Lituania y las otras repúblicas bálticas (Letonia y Estonia), ocupadas en junio de 1940 e incorporadas como repúblicas soviéticas.
En el caso de Lituania, el presidente Antanas Smetona decidió abandonar el país en lugar de aceptar la nueva situación. En ningún momento presentó la dimisión, aunque delegó sus responsabilidades en el Primer Ministro Antanas Merkys, autoproclamado Presidente al día siguiente. Dos días después, presionado por las autoridades soviéticas, cedería su cargo a Justas Paleckis; periodista de izquierdas y opositor al régimen de Smetona desde hace tiempo. Posteriormente, los soviets utilizaron al gobierno para ofrecer una apariencia de legitimidad. 
Más adelante, el Gobierno convocó unas elecciones amañadas para la Seimas Popular en el que los votantes solo pudieron votar un único partido de ideología comunista. Una vez "elegido", el 21 de julio la Seimas declaró a Lituania como república soviética y solicitó la admisión a la Unión Soviética por voto unánime. El 3 de agosto, la Unión dio luz verde a la anexión, y posteriormente quedaría señalada la culminación de una revolución socialista lituana como "deseo legítimo" de la población civil.
Una vez instaurados en el poder, llevaron a cabo varias políticas de sovietización: estatización de las propiedades privadas, colectivización de la agricultura, supresión de la Iglesia Católica e imposición de un control totalitario. Al mismo tiempo se introdujeron reformas en el sistema de salud y educativo (ambos gratuitos). En 1953 fueron liquidados el movimiento Partisano por su firme oposición a las autoridades. Aproximadamente 130.000 lituanos fueron declarados "enemigos del pueblo" y posteriormente deportados a Siberia (en junio y en marzo).
Tras la muerte de Iósif Stalin en 1953, se llevaron a cabo políticas de desestalinización, dando así punto final a las deportaciones masivas, aun así siguieron produciéndose actos de resistencia no violenta tanto en el país como en la diáspora. Tales movimientos, considerados clandestinos e ilegales, estuvieron centrados en temas sociales y de derechos humanos.

### Movimientos por la independencia

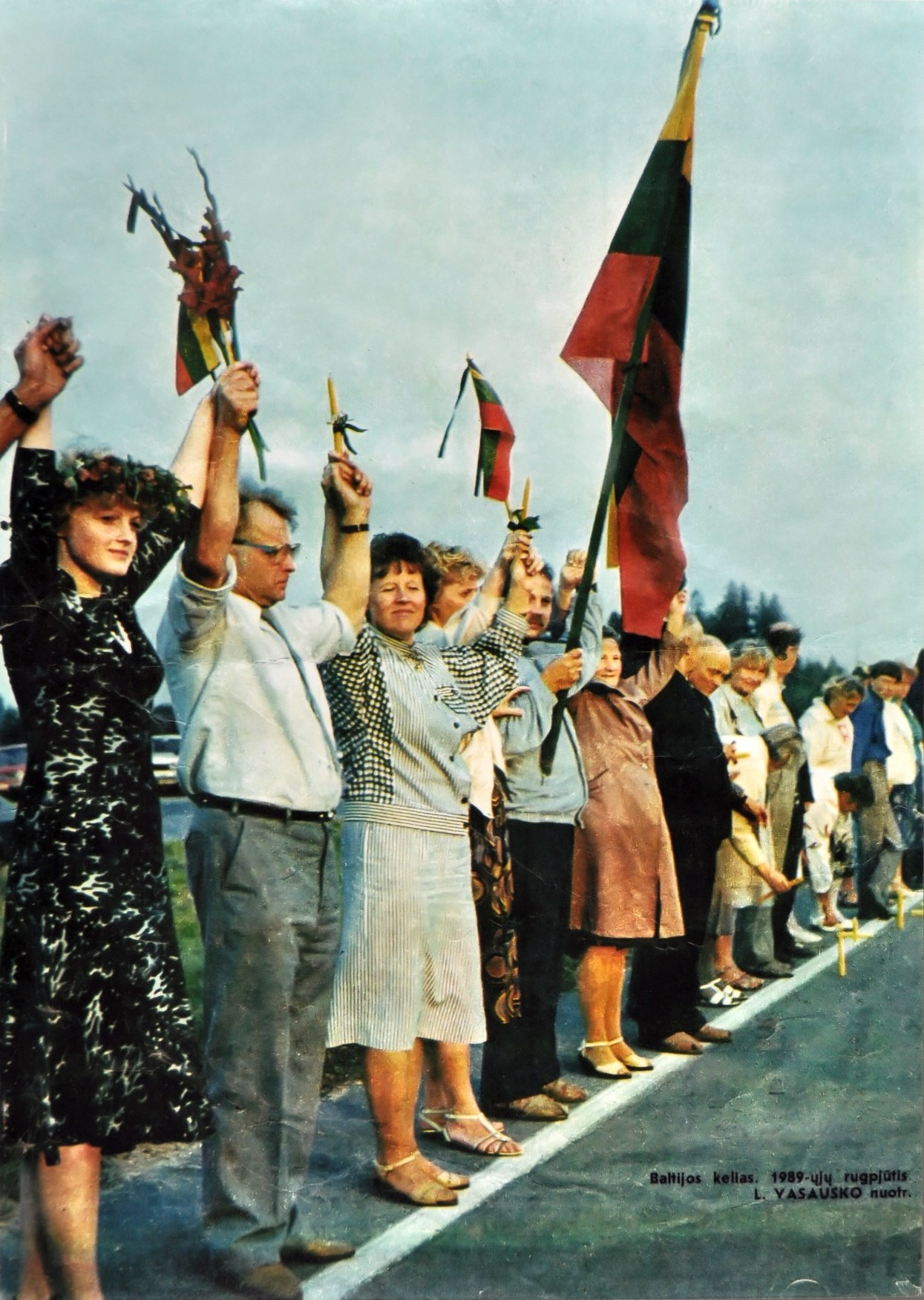
Ciudadanos lituanos en la Vía Báltica

Bajo la administración de Mijail Gorbachov, se pretendió reactivar la economía en la Unión Soviética. También se introdujeron otras medidas como lo fueron la Glasnost (apertura) y la Perestroika (reestructuración). Su agenda política supuso un cambio drástico en el seno del Gobierno, puesto que por primera vez se podían hablar de temas que tiempo atrás eran impensables. Para los activistas y disidentes lituanos, esto supuso una oportunidad de oro que no debían perder. Acto seguido, los movimientos clandestinos empezaron a salir a la palestra.
El 23 de agosto de 1987 (48vo aniversario del Pacto Ribbentrop-Molotov), la Liga de la Libertad Lituana organizó su primer acto de protesta sin producirse incidente alguno. Al no producirse ningún arresto, a mediados de 1988, un grupo de treintaycinco intelectuales organizaron el Movimiento Reformista Sąjūdis con el propósito de dar apoyo e implementar las reformas de Gorbachov para dar vía libre a una hipotética independencia de la Unión Soviética.
Pronto crecería la popularidad del movimiento, los cuales atraían a un gran número de asistentes a sus mítines al Parque Vingis. En 1989 continuaron con sus demandas, las cuales se incluían tomar decisiones económicas y mayor autonomía dentro de la unión Soviética.
Por aquel entonces, estaba teniendo lugar la Marcha Báltica, una cadena humana de 600 km que se extendía a lo largo de las tres repúblicas bálticas coincidiendo con el 50 aniversario del pacto de no agresión entre nazis y soviéticos. 
El siguiente paso a dar, era el de la independencia, la cual se obtuvo en 1990.

## Elecciones democráticas
En febrero de 1990 tuvo lugar las elecciones parlamentarias siendo las primeras elecciones democráticas desde la II Guerra Mundial. La lista de candidatos del Sąjūdis tuvo un apoyo abrumador a pesar de que optaron por no presentarse como partido político. El resultado fue el primer gobierno no comunista desde la postguerra.
El 11 de marzo, durante la primera asamblea, como representante del soviet supremo electo de Lituania, Vytautas Landsbergis restauró la nomenclatura anterior a la guerra así como el del Consejo Supremo. Posteriormente declararía la independencia de Lituania.
El acta se aprobó a las 10:44 (hora local) con 124 votos a favor, 6 abstenciones y 0 votos en contra.

## Acta
El Consejo Supremo en el texto declaró que la firma de 1918 seguía siendo válida y consideró que esta última es la reafirmación de que el Estado continuó existiendo al amparo de la ley internacional. Formalmente, el presidente Smetona no presentó su dimisión, por lo que la toma de poder de Merkys fue declarada inconstitucional. 
La postura oficial del Estado respecto a los actos que condujeron a la anexión y administración soviética quedaron anuladas ipso facto

ACTA DEL
CONSEJO SUPREMO DE LA REPÚBLICA DE LITUANIA
Respecto al restablecimiento del Estado de Lituania
El Consejo Supremo de la República de Lituania por expresa voluntad de la nación, decreta y proclama que una vez ejercida la soberanía del Estado, quedan abolidos las administraciones de las fuerzas extranjeras y queda restablecida la administración Lituana como estado independiente.
El Acta de Independencia firmada el 16 de febrero de 1918 en el Consejo de Lituania y del decreto de la Asamblea Constituyente firmada el 15 de mayo de 1920 respecto al restablecimiento del Estado Democrático de Lituania jamás perdió su efecto legal y comprende la fundación constitucional de Lituania.
El territorio es soberano e indivisible y ninguna Constitución extranjera tendrá validez alguna.
El Estado de Lituania se adhiere a los principios universales reconocidos de la ley internacional que reconoce el principio de inviolabilidad de las fronteras tal como quedó establecido en la Organización para la Seguridad y la Cooperación en Europa de 1975 en Helsinki. Quedan garantizados los derechos humanos, civiles y étnicos.

El Consejo Supremo de la República de Lituania, por expresa voluntad del pueblo soberano, dá por iniciada la soberanía del Estado.

## Reacciones internacionales

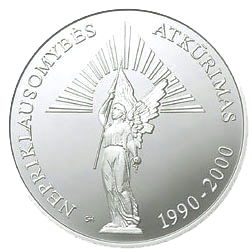
Litas conmemorativa del décimo aniversario de la Independencia

La ley por la que quedó restablecido el Estado sirvió de modelo e inspiración a otras repúblicas soviéticas. Sin embargo, la cuestión por la independencia no llegó a arraigar de inmediato y el reconocimiento por otros países no estaba asegurado.
Mijail Gorbachov declaró "ilegal" el Acta y el Gobierno soviético exigió la revocación del decreto a la par que empezó a aplicar sanciones a Lituania, incluido un bloqueo económico. Aparte, el 13 de enero de 1991 fuerzas soviéticas irrumpieron en el Parlamento y en la Torre de televisión de Vilna. En consecuencia, un número amplio de civiles se enfrentó a los soldados. Estos sucesos fueron conocidos como los Sucesos de Enero, en los cuales se produjeron catorce fallecimientos y más de 700 heridos.
El 31 de mayo de 1990, el Soviet Supremo de RSS de Moldavia votó a favor del reconocimiento de Lituania. Con esta decisión, fue el primer estado del mundo en reconocer al país báltico, sin embargo todavía formaba parte de la Unión Soviética.
El 11 de febrero de 1991, el Parlamento de Islandia se reafirmó en que reconocieron a Lituania desde 1922, no siendo así el control soviético. También anunciaron que establecerían relaciones diplomáticas "tan pronto como fuere posible". A Islandia le siguieron Dinamarca, Eslovenia y Croacia (estos dos estados todavía formaban parte de Yugoslavia) y Letonia
El presidente de Estados Unidos George H. W. Bush reconoció la independencia el 2 de septiembre en respuesta al fallido golpe de Estado en Rusia (todavía como parte de la Unión Soviética), y añadió que en caso de que Lituania fuese invadida por los soviéticos, Estados Unidos se reservaría el derecho a responder.
Finalmente, el 6 de septiembre de 1991, la Unión Soviética reconoce al Estado. A este le seguirían China, India, Bielorrusia, Turkmenistán y Uzbekistán.
El 17 de septiembre ingresaría como miembros de pleno derecho en la Organización de las Naciones Unidas junto con Estonia y Letonia.
En 2004, las repúblicas bálticas ingresaron en la Unión Europea y la OTAN. Cuatro años después, Lituania promulgó una ley por la que serían considerados ilegales la simbología nazi y comunista.